# Leucania megadia
Leucania megadia là một loài bướm đêm trong họ Noctuidae.